# 斯波茨維爾 (肯塔基州)
斯波茨維爾（英語：Spottsville）是位於美國肯塔基州亨德森縣的一個人口普查指定地區。

## 人口
根據2020年美國人口普查的數據，斯波茨維爾的面積為1.24平方千米，當中陸地面積為1.22平方千米，而水域面積為0.02平方千米。當地共有人口274人，而人口密度為每平方千米220.97人。